# Macrosiphum pulcherimum
Macrosiphum pulcherimum är en insektsart. Macrosiphum pulcherimum ingår i släktet Macrosiphum och familjen långrörsbladlöss. Inga underarter finns listade i Catalogue of Life.